# Шелаєв Олег Миколайович
Оле́г Микола́йович Шела́єв (5 листопада 1976, Луганськ) — український футболіст, що виступав на позиції півзахисника, спортивний директор та тренер.
Виступав за Національну збірну України. Провів 412 матчів в чемпіонаті української Вищої ліги та Прем'єр-ліги, входить в «клуб Олександра Чижевського». Тривалий час був рекордсменом за кількістю проведених матчів у вищому дивізіоні чемпіонату України.

## Біографія
Вихованець СДЮШОР «Зоря». Певний час вчився в Харківському інституті фізкультури і був у складі одної з резервних команд «Металіста», яка виступала у чемпіонаті Харківської області. Але протягом 2 місяців гравця так і не випускали на поле і Шелаєв прийняв запрошення команди вищої ліги — луганської «Зорі». В кінці листопада 1993 року півзахисник зіграв першу гру за «Зорю». Цього сезону він провів лише 8 матчів, але протягом наступних 2 років став футболістом головного складу. Згодом московський концерн «МАЛС» припинив фінансувати команду й луганчани покинули «вишку» у сезоні 1995/96, зайнявши останнє місце.

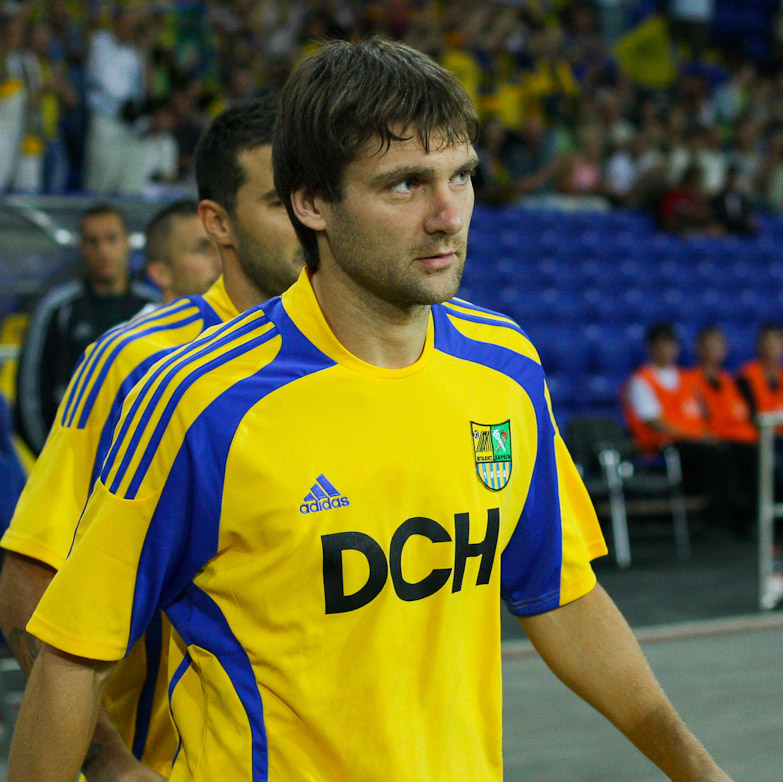
Шелаєв у складі харківського «Металіста»

Шелаєв перейшов до «Шахтаря», разом з яким здобув Кубок України 1997. В Донецьку опорний півзахисник не зумів стати одним з основних і клуб віддав його в оренду — спочаку до «Дніпра» (що в сезоні 1998/99 боровся за те, щоб залишитися у вищій лізі), згодом — до «Металурга» (Донецьк), який тоді очолював Семен Альтман.
Після закінчення оренди Шелаєва запросили грати до Дніпропетровська. Євген Кучеревський зібрав колектив, який боровся за бронзові медалі чемпіонату України й грав у єврокубках. Певний час Кучеревському допомагав Вадим Тищенко — колишній футболіст «Дніпра», який грав на місці опорного півзахисника. Шелаєву, як він сам визнає, дуже допомогли підказки та досвід Тищенка. Олега Шелаєва почали запрошувати до національної збірної України, разом з якою він зіграв на ЧС 2006.
У вищій лізі дебютував 20 листопада 1993 р. («Зоря» — «Нива» В — 0:1).
Перший матч за збірну України зіграв 28 квітня 2004 (Україна — Словаччина — 1:1)
За досягнення високих спортивних результатів на чемпіонаті світу 2006 в Німеччині нагороджений орденом «За мужність» III ступеня.
2009 року підписав дворічний контракт з харківським «Металістом» у складі якого двічі ставав бронзовим призером чемпіонату. 2011 року контракт було подовжено ще на один рік. Влітку 2014 року завершив кар'єру футболіста.
В січні 2015 року був призначений спортивним директором Академії "Дніпра".

## Титули і досягнення
- Кубок України: 1997.
- Бронзові нагороди Прем'єр Ліги України: 2010, 2011.
- 3 вересня 2012 року зіграв свій 402 матч у чемпіонаті української Вищої ліги та Прем'єр-ліги, ставши першим в Україні з таким показником[2].

## Цікаві факти
- Найцікавішими шкільними предметами вважав біологію та астрономію.
- Кумир дитинства — голландський футболіст Рууд Гулліт. Через це навіть у фіналі Євро-1988 Олег Шелаєв уболівав за Голландію, а не за СРСР.
- Улюблена музика — пісні Юрія Шевчука («ДДТ»).
- У дитинстві вболівав за 3 команди: «Спартак» (Москва), «Дніпро» (Дніпропетровськ) та «Чорноморець» (Одеса). «Спартак» полюбив за колір форми, «Дніпро» за прекрасне покоління 1980-х, а одеситів за їхнього пенальтиста Володимира Плоскіну, який забивав усі пенальті.
- Син Олега Шелаєва — Данило Шелаєв був гравцем ФК «Дніпро»[3].